# Лосевская (Шенкурский район)
Лосевская — деревня в Шенкурском районе Архангельской области. Входит в состав муниципального образования «Верхопаденьгское».

## География
Деревня расположена в южной части Архангельской области, в таёжной зоне, в пределах северной части Русской равнины, в 63 километрах на юг от города Шенкурска, на левом берегу реки Паденьга, притока Ваги. Ближайшие населённые пункты: на западе деревня Зенкинская, на востоке деревня Бельневская.
Часовой пояс
Лосевская, как и вся Архангельская область, находится в часовой зоне МСК (московское время). Смещение применяемого времени относительно UTC составляет +3:00.

## Население
| 2002 | 2010 | 2012 |
| ---- | ---- | ---- |
| 27   | ↘16  | ↘14  |

## История
В «Списке населенных мест Архангельской губернии к 1905 году» деревня Лосевская насчитывает 39 дворов, 126 мужчин и 125 женщин. В административном отношении деревня входила в состав Лосевского сельского общества Верхопаденгской волости. Также здесь находилась земская разгонная станция.
На 1 мая 1922 года в поселении 51 двор, 112 мужчин и 149 женщин.